# Hagiológio
Hagiológio é a descrição, estudo e tratado sobre a vida dos santos, no cristianismo, ciência também conhecida como hagiologia.  O autor de hagiológios é conhecido como hagiólogo. A hagiologia é uma das ciências mais que integram a Teologia Sistemática do catolicismo.
Numa hagiografia, ao contrário da biografia, o hagiológio não tem a preocupação com o registro histórico de fatos, e sim da vida religiosa do biografado. Isso significa uma preocupação maior com os fenômenos da fé, e uma valoração das tradições e dos fatos milagrosos, rigorosamente comprovados por análises científicas, documentados, examinados pelo alto clero e, posteriormente aceitos como fenômenos de ordem divina.